# Подорож Пілігріма
Подорож Пілігріма в Небесну Країну (англ. The Pilgrim's Progress from This World, to That Which Is to Come, букв. «Рух пілігріма із цього світу до майбутнього світу») — релігійна утопічна поема-алегорія англійського письменника і проповідника Джона Буньяна. Інші варіанти перекладу назви «Похід паломника» або «Мандрівка пілігрима». Її вважають одним із найвизначніших творів богословської літератури в англійській літературі та родоначальником наративного (оповідального) жанру християнської літератури.
|                                        | Немає жодної книги англійською мовою, окрім Біблії, яка б зрівнялася з шедевром Баньяна за діапазоном читацької аудиторії або за його впливом на таких різноманітних письменників, як Вільям Хогарт, Клайв С. Льюїс, Натаніель Хоторн, Герман Мелвілл, Чарльз Діккенс, Луїза Мей Олкотт, Бернард Шоу, Вільям Теккерей, Шарлотта Бронте, Марк Твен, Джон Стейнбек та Енід Блайтон |
| — літературний редактор Роберт Маккрам | |

## Історія написання та видання
Джон Буньян розпочав свою роботу, перебуваючи у в'язниці графства Бедфордшир за порушення Закону про монастир 1664, який забороняв проведення релігійних служб поза егідою встановленої Англійської церкви. Перша частина була завершена та внесена 22.12.1677 до Реєстру канцелярських товарів (прототип статуту королеви Анни, спосіб захисту авторського права). Ліцензована 18.02.1678 до Term Catalogue, що вважається датою першої публікації. Після першого видання першої частини 1678, наступного 1679 року вийшло розширене видання з доповненнями, написаними після звільнення Буньяна. Друга частина з'явилася 1684.
За життя Джона Буньяна видано одинадцять видань першої частини, опублікованих послідовно з 1678 по 1685 та 1688, і було два видання другої частини, опубліковані в 1684 і 1686 роках.
Перекладено більш ніж 200 мовами. Англомовний текст містить 108 260 слів і поділений на дві частини, кожна з яких читається як безперервна розповідь без поділу на глави.

## Зміст

### Перша частина

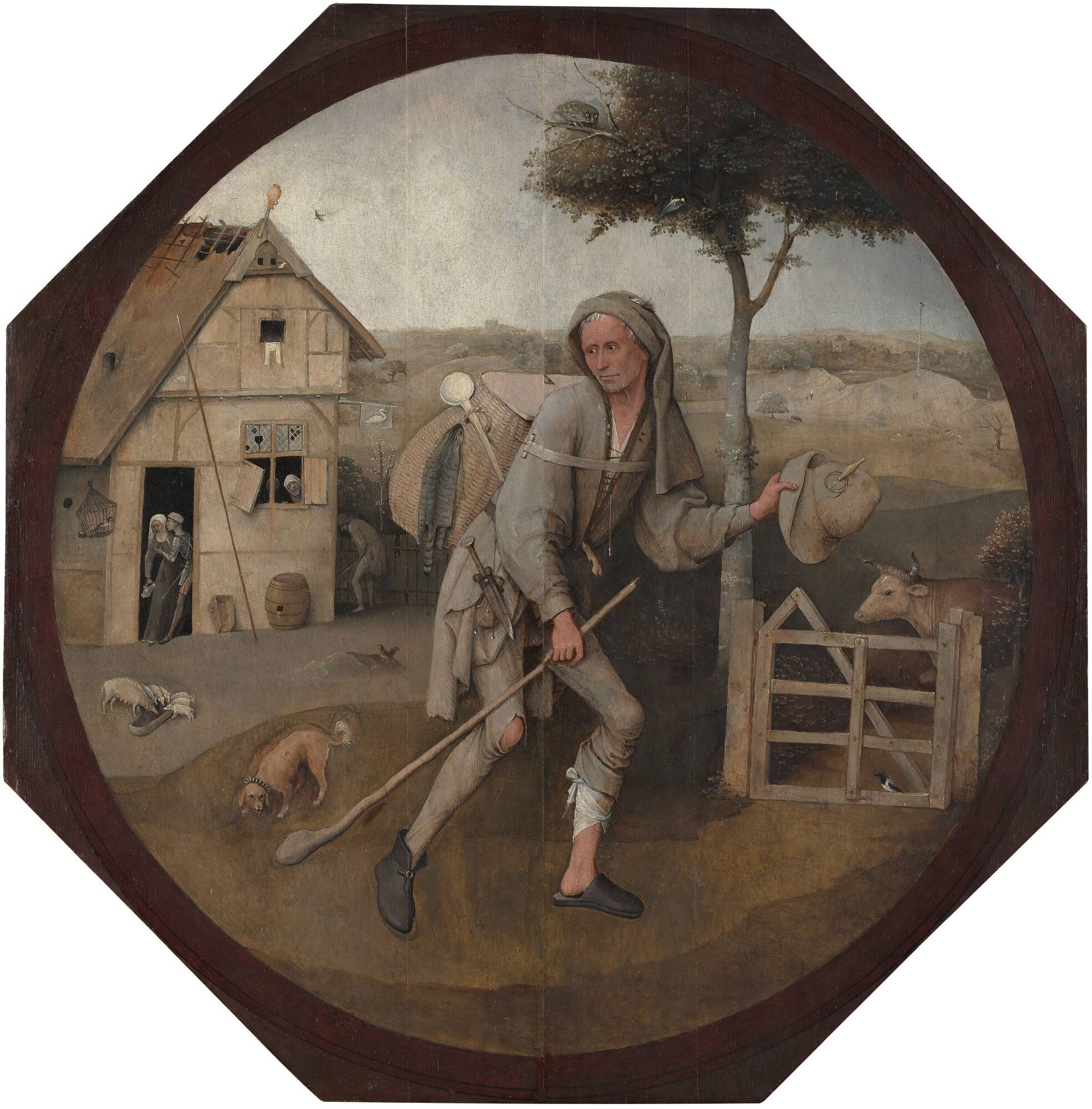
Пілігрім (малюнок Босха, ~1500) із кошиком відбивається від подорожних псів та спокус. Ліворуч корчма (і, можливо, також бордель). Праворуч стежка, що веде в поле, де корова і сорока ніби спостерігають. На дереві сова дивиться стежить за синицею, на пагорбі шибениця.

Побожну людину арештували, під час цього він мав видіння: посеред поля, спиною до свого житла в Місті Руйнування (Теперішнє життя) стоїть людина, згублена під тяжкістю гріхів, у руках у нього книга. З цієї книги людина (в подальшому відомий як Християнин) дізнався, що місто буде спалене небесним вогнем і всі жителі його загинуть, якщо негайно не стануть на шлях, що веде від смерті до Вічного життя.
Домашні визнали Християнина божевільним, а сусіди зло насміхалися, коли він залишив будинок у Місті Руйнування, сам не знаючи, куди йде. Слідом за Християнином пустилися двоє сусідів: Упертий і Зговірливий У полі зустрівся хтось на ім'я Євангеліст, який вказав Християнину на Хвіртку, що височіла вдалині, і звелів йти прямо до них, нікуди не звертаючи. Упертий повернувся до Міста Руйнування, не діставши відповіді на запитання, що чекає їх за Хвірткою. Зговірливий теж залишив Християнина, коли побачив, як той вступив у непролазну Багнюку смутку — місце на шляху до Хвіртки, куди стікаються нечистоти гріха сумніву і страху, що опановують грішником, який прокинувся від затемнення. Ні обійти стороною цю Багнюку, ні осушити або замостити її неможливо.
За Багнюкою смутку Християнина чекав Мирський Мудрець. Він спокусив мандрівника промовами про те, що знає більш простий і дієвий спосіб позбутися тягаря гріхів, ніж сповнена грізних небезпек мандрівка по той бік Хвіртки. Достатньо лише звернути в селище з гарною назвою Благонрав'я і розшукати там людину на ім'я Законність, яка допомогла вже багатьом. Християнин послухав поради, але на манівці його зупинив Євангеліст і направив на шлях істинний, ступивши на який він незабаром дістався Хвіртки. «Стукайте, і відчинять вам», — прочитав Християнин напис над брамою і постукав. Брамник впустив Християнина і навіть підштовхнув його в спину, бо неподалік підносився міцний замок Вельзевула, з якого той пускав смертоносні стріли, що заважали пройти.

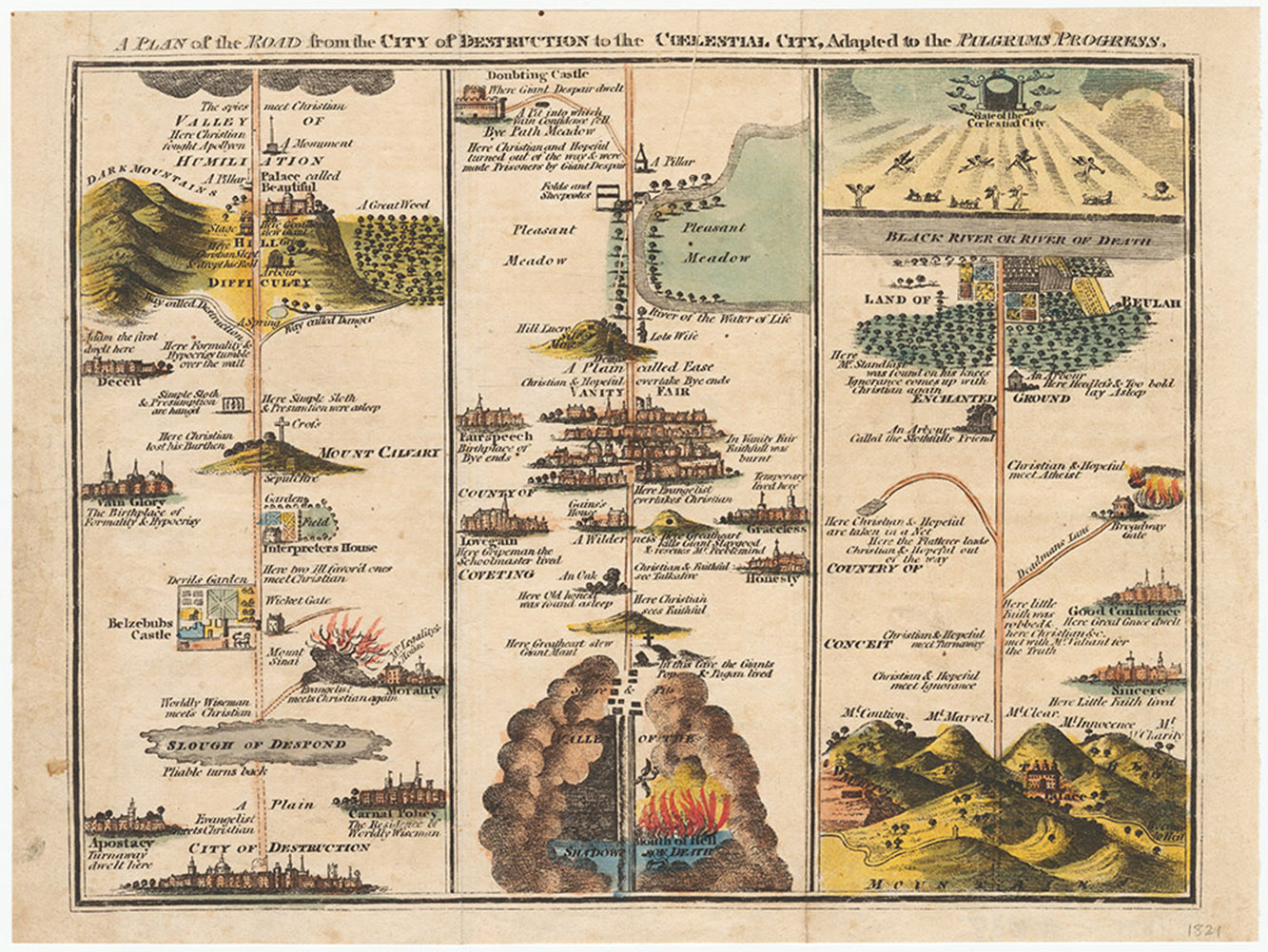
Мапа шляху паломника від Міста Руйнування до Небесного міста

Брамник вказав Християнину на безліч шляхів, що лежать за брамою, але лише один з усіх — прокладений патріархами, пророками, Христом та Його апостолами — вузький і прямий. По ньому, Шляхом істини, і повинен йти далі Християнин. Невдовзі три янголи обступили Християнина, обрядили у святковий одяг і вручили йому ключ Обітниці та сувій із печаткою, що є перепусткою до Небесного Міста (Те, що має бути).
Через кілька годин Християнин прийшов до якогось будинку, де все — і кімнати, і предмети в них — символізувало найважливіші істини, без знання яких паломнику не подолати було перешкод. Значення символів роз'яснив Християнину господар цього будинку Тлумач. Християнин незабаром побачив пагорб із Хрестом. Щойно він піднявся до Хреста, як тягар гріхів скотився з його плечей і згинув у могилі біля підніжжя пагорба.
Відвагу Християнина винагороджено привітним прийомом у палаці й довгою бесідою з дівами Мудрістю, Благочестям і Милосердям, що мешкали в ньому. Вранці господарі провели Християнина в дорогу, спорядивши бронею та зброєю, що не старіє і не зношується повік. У долині Приниження Християнин переміг янгола безодні Аполліон, затятий ворог Царя, Якому служив Християнин. Далі шлях Християнина лежав долиною Смертної Тіні, де в темряві йому довелося ступати вузькою стежкою між страшною трясовиною і бездонною прірвою, минаючи вхід у пекло. Благополучно він проминув вертеп велетнів Поганство і Папство.

За долиною Смертної Тіні Християнин наздогнав паломника на ім'я Вірний, який, як і Християнин, пройшов Хвірткою. Так вони йшли, поки не побачили вдалині місто Суєта. Тут їм назустріч вийшов знайомий обом Євангеліст і сказав, що в цьому місті один із них прийме мученицьку смерть. Тут цілий рік тривав ярмарок. Вибір товару широкий: будинки, маєтки, посади, титули, царства, пристрасті, задоволення, тілесні втіхи, багаті дружини та чоловіки, життя тіла та душі; цілодобово безкоштовні видовища: злодійство, вбивство, перелюб, клятвозлочин.

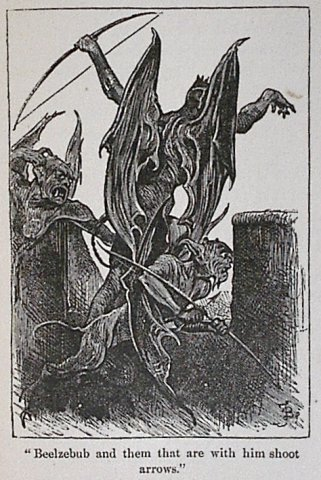
Вельзевул перешкоджає Пілігріму на його шляху

На заклики продавців пілігрими відповідали, що їм нічого не потрібно, крім істини. Ці слова викликали серед торговців вибух обурення. Як порушників спокою Християнина з Вірним притягли до суду, на якому проти них свідчили Заздрість, Забобона і Угодництво. За неправедним вироком Вірного жорстоко стратили, Християнину вдалося втекти. Але недовго довелося йому йти на самоті — його наздогнав той, хто втік з міста Суєта під впливом смерті Вірного. Його ім'я Уповаючий.
Християнин умовив Уповаючого перейти на зручну стежку, що мало не занапастило обох: йдучи нею, вони опинилися біля замку велетня Розпач, який полонив їх і почав мордувати, намовляючи накласти на себе руки і тим самим припинити страшні муки. Християнин був уже готовий прислухатися до відчаю, але Уповаючий нагадав йому заповідь «Не убий». Незабаром мандрівники вже були в Відрадних горах, з вершин яких невиразно виднілися брами Небесного міста. Пастухи Пізнання, Досвідчений, Пильність і Щирий дали Християнину з Уповаючим докладний опис шляху до них. Вони пішли за чорношкірою людиною в сяючому одязі, що пообіцяла проводити їх до Небесного міста, але завела в хитро розставлені тенета. З них пілігримів вивільнив Янгол Божий, який пояснив, що вони потрапили в пастку Спокусника, відомого також як Псевдоапостол.
Християнин і Уповаючий йшли країною Поєднання, про яку говорив пророк Ісая і яку Господь називає Своєю. Повітря тут сповнене дивними ароматами і дзвеніло від чарівного співу птахів. Вони вийшли до річки Смерті, яку їм неодмінно належало перейти, що їм з пригодами і вдалося зробити. Біля воріт Небесного Граду пілігримів зустріло військо Янголів. Пілігрими ввійшли і за ними раптом перетворилися і вдягнулися в шати, що сяяли наче золото.

### Друга частина
Щойно Християнин перейшов річку Смерті, його дружина (Християнка) стала обмірковувати своє минуле і майбутнє; її обтяжував тягар провини — адже не тільки собі, а й дітям вона завадила вступити до Вічного життя. Якось уві сні бачила вона Християнина, що стоїть між безсмертними і грає на лірі перед Господом. А вранці в її двері постукав гість на ім'я Таємниця і передав запрошення Господа Небесного Міста прийти до Його трапези.
Сусідки осміяли Християнку, коли дізналися, що вона вирушає в небезпечний шлях, і тільки одна, котра звалася Любов, зголосилася йти разом з нею. За Хвірткою Християнку з дітьми і з Любов'ю привітав Господь. Він вказав шлях, яким пройшов Він і який мав подолати їх.
На цьому шляху жінок з дітьми чекали такі грізні небезпеки, що Тлумач вважав за потрібне дати їм у провідники свого слугу на ім'я Дух Мужності. Він неодноразово рятував мандрівниць, захищаючи їх від страшних велетнів і чудовиськ, які згубили безліч пілігримів, що ступили на стежку, яка веде до Небесного міста.
Скрізь, де проходила Християнка з супутниками, вона чула захоплені розповіді про славні подвиги чоловіка та його товариша Вірного. За час шляху сини її взяли за дружин дочок побожних людей і в них народилися діти. Немовлят, онуків Християнки та Християнина, пілігрими вручили на виховання Пастирю, який пас свої череди на Відрадних горах, а самі спустилися в країну Поєднання. Тут, серед чудових садів, що осіняли береги річки Смерті, вони залишалися доти, доки до Християнки не з'явився ангел зі звісткою, що Цар чекає її до Себе через десять днів.
У належний термін Християна з радістю та благоговінням вступила у річку Смерті; на тому березі вже чекала колісниця, щоб прийняти її та відвезти до Небесного міста.

### Третя частина
Буньян мав намір написати третю частину, але помер, не встигнувши її завершити. Анонімна третя частина була засуджена ще в 1708 році, але залишалася досить популярною. Продовжувала перевидаватись разом із працею Буньяна до 1852 року. Ця третя частина представляла паломництво Тендер-Совісті та його супутників.
The Third Part of the Pilgrim's Progress

## Стиль
Легко читається, її алегорії прості, розумні, зрозумілі та дуже художні. Джон Буньян написав незвичайний для того часу алегоричний роман, який називають тріумфом техніки сторітелінгу: поєднання вичерпного опису локацій, характерів героїв та послідовного сюжету.

## Вплив

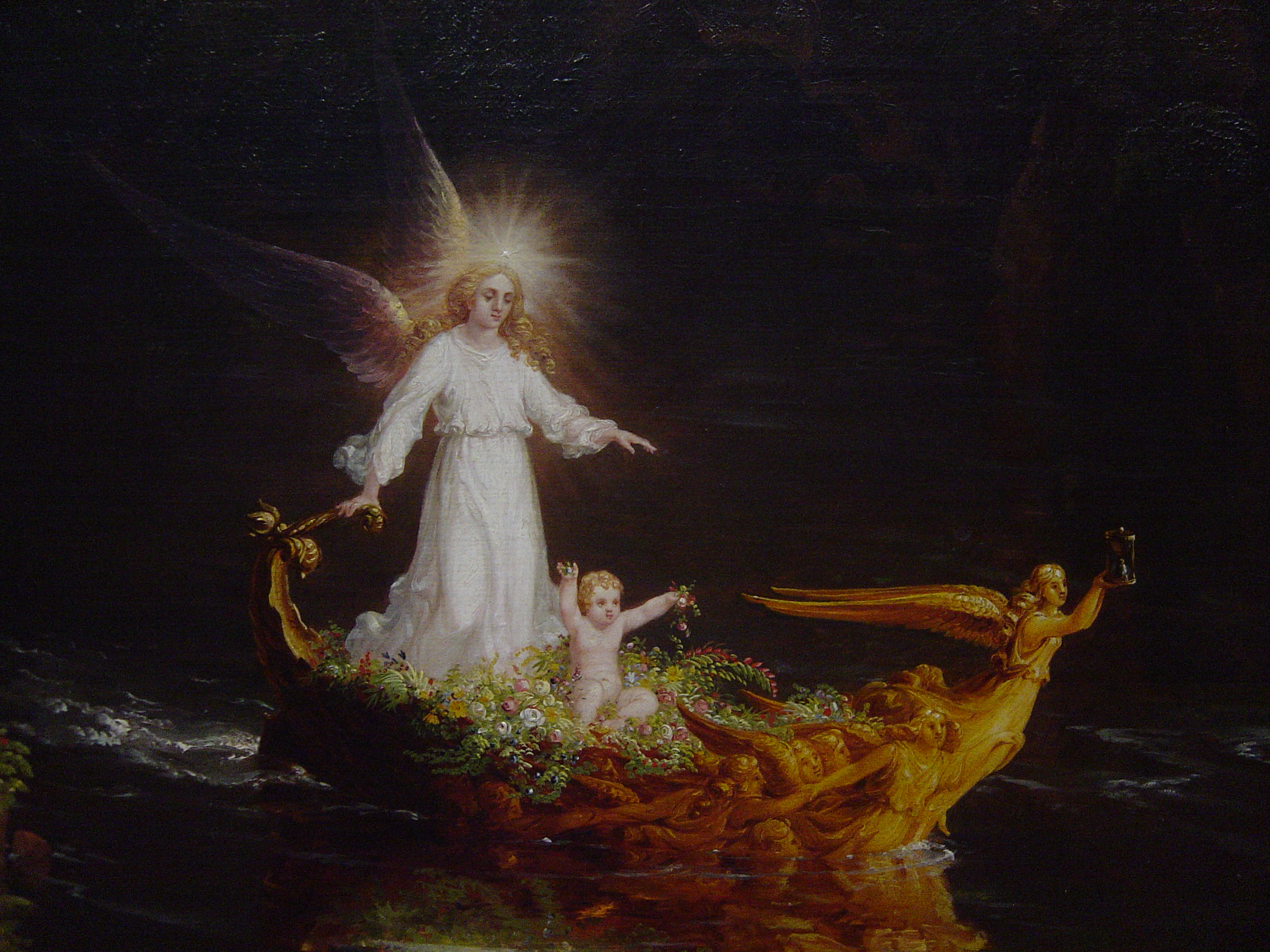
"Дитинство" (деталь) із серії Voyage_of_Life, Томас Коул

Роман Чарльза Діккенса «Пригоди Олівера Твіста» має підзаголовок «Поступ паризького хлопця». Назва роману Вільяма Теккерея «Ярмарок марнославства» є алюцією на Місто Суєта. Твір Клайва Льюїса називається «Повернення Пілігрима». У повісті Лоїс Макмастер Буджолд «Кордони нескінченності» невеликий уривок «Поступ пілігрима» використовується як пророцтва. У романі Луїзи Мей Олкотт «Маленькі жінки» головні героїні грають у Пілігримів, і дуже докладно згадують та переосмислюють цю гру. Її сюжет заснований на поемі Дж. Буньяна.
«Подорож пілігрима» була улюбленою темою художників Америки 1840-х років, у тому числі видатних діячів Школи річки Гудзон та інших, пов’язаних із Національною академією дизайну. Деніел Хантінгтон, Джаспер Кропсі, Фредерік Едвін Черч, Джессі Телбот, Едвард Харрісон Мей та інші створили полотна за мотивами твору. Томаса Коула, засновника Гудзонівської школи, «Подорож пілігрима» надихнула на серію картин «The Voyage of Life».

## Інсценізації, музика та кіно
Подорож Пілігріма (фільм, 2019) - американський анімаційний фентезі- пригодницький фільм 2019 року, написаний і знятий Робертом Фернандесом, озвучений Джон Ріс-Девісом.
- У 1850 році Джозеф Кайл та Едвард Харрісон Мей намалювали рухому панораму подорожі пілігрима, відому як «Таблиця Буньяна» або «Велика рухома панорама подорожі пілігрима», і виставили її в Нью-Йорку; рання копія цієї панорами збереглася і знаходиться в музеї Сако в штаті Мен.
- У 1912 році за романом було знято фільм «Подорож пілігрима».
- У 1950 році компанія Baptista Films зняла годинну анімаційну версію. Ця версія була відредагована до 35 хвилин і повторно випущена з новою музикою в 1978 році. Станом на 2007 рік оригінальну версію важко знайти, але версія 1978 року була випущена як на VHS, так і на DVD.
- У 1951 році в Королівському оперному театрі Ковент-Гарден було представлено перше виконання опери «Подорож пілігрима», написаної Ральфом Воганом Вільямсом, одним із найбільших композиторів першої половини XX століття.
- У 1978 році Кеном Андерсоном була знята ще одна кіноверсія "Pilgrim's Progress", в якій дебютував в кіно Ліам Нісон в ролі Євангеліста. Пізніше з’явилося продовження «Крістіана» (1979).
- У 1978 році Ніком Тейлором і Алексом Лермонтом був написаний мюзикл, заснований на героях Баньяна та історії. Мюзикл [початкова назва «Пілігрим» ] був створений для Natal Performing Arts Council під назвою «Christian!» або Follow the Man with the Big Bass Drum in the Holy Glory Band, і заповнили будинки для літнього сезону 1979/80 у Дурбанському театрі Old Alhambra (ПАР). Шоу переїхало до Йоганнесбурга в березні 1980 року і тривало ще три місяці в Театрі Його Величності. Після значного переписування Крістіан! був знову встановлений у новому Playhouse в Дурбані на різдвяний сезон 1984 року.
- У 1985 році Йоркширське телебачення випустило 129-хвилинну дев'ятисерійну презентацію «Подорож пілігрима» з анімаційними кадрами Алана Паррі та оповіданням Пола Коплі під назвою «Небезпечна подорож».
- У 1989 році компанія Orion's Gate, продюсер біблійних/духовних аудіодрам, створила шестигодинну аудіодраму The Pilgrim's Progress.  Кілька років потому після цієї постановки вийшла ще одна 8-годинна аудіоінсценізація «Крістіана: подорож пілігрима, частина II» .
- У 1993 році популярна християнська радіодрама Adventures in Odyssey (виробництва Focus on the Family) містила історію з двох частин під назвою «Pilgrim's Progress: Revisited». Сценарист і режисер цього двосерійного фільму – Філ Лоллар .
- У відеогрі Doom 1993 є карта під назвою «Slough of Despair» (E3M2).
- У 1990-х Курт і Кейт Ландаас створили, поставили та виконали переконливу сценічну двоактну сучасну рок-оперу, адаптовану «Подорож пілігримів» . У ньому брали участь п’ять головних персонажів і хор з близько 20 учасників. Її поставили в театрі Lambs у Нью-Йорку в 1994 році та в інших трьох штатах. Також було створено та розповсюджено студійний запис.
- У 1994 році «Подорож пілігрима» та ув’язнення Джона Баньяна були темою мюзиклу «Небесне місто» Девіда МакАдама з Джоном Кертісом, альбом 1997.
- У 2003 році Emerald Studios випустила гру Heaven Bound. 3D-пригодницька гра, заснована на романі, була випущена лише для ПК.
- Розробник Five Nights at Freddy's Скотт Коутон став режисером і диктором комп’ютерної анімаційної версії книги 2005 року, а також продюсував адаптацію відеоігри.
- У 2008 році була знята кіноверсія Денні Карралеса «Pilgrim's Progress: Journey to Heaven[en]». Він отримав одну номінацію за найкращий повнометражний незалежний фільм і одну номінацію за найкращу музику на Фестивалі незалежного християнського кіно в Сан-Антоніо 2009 року.
- Сезон 7, епізод 16 Family Guy (17 травня 2009) є пародією на The Pilgrim's Progress під назвою «Peter's Progress».
- У 2010 році FishFlix.com випустив «A Pilgrim's Progress – The Story of John Bunyan», документальний DVD про життя Баньяна, знятий Деріком Бінгемом на місці в Англії.
- У 2010 році сценарист і режисер Ендрю Віст зняв «The Adventures of Chris Fable» (він же «Вілдс»), ожививши на екрані роман Баньяна «Подорож пілігрима» у цій сімейній фантастичній пригодницькій історії про молодого втікача, який шукає свого давно втраченого батька. У 2012 році фільм вийшов на відео та в потоковому режимі.
- У 2014 році був опублікований роман «Вузька дорога» за підтримки Kickstarter. Він заснований на «Подорожі пілігрима» і був написаний Еріком Єгером, а проілюстрований Дейвом Дела Гарделлем.Лицар Кубків (фільм 2015)

Лицар Кубків (фільм 2015)

- Фільм Терренса Маліка «Лицар кубків» 2015 року був натхненний фільмом «Подорож пілігрима» .
- У 2020 вийшов Heaven Quest: A Pilgrim's Progress Movie (отримав низькі оцінки).

## Дивись також
Просто християнство (1952 Клайв С. Льюїс) — Вважається класикою релігійної літератури та перлиною в кар’єрі Льюїса, Mere Christianity часто отримував широку читацьку аудиторію через десятиліття після свого випуску та сприяла утвердженню репутації свого автора як «одного з найбільш оригінальних виразників християнської віри 20 століття»
The Pilgrim's Regress (1933 Клайв С. Льюїс)
The Spiritual Combat (1589 Лоренцо Скуполі) та Невидимая брань (Феофан Затворник, Никодим Святогорець)
Грона гніву (роман 1939, Джон Стейнбек) згадується «Подорож пілігрима» як одна з улюблених книг (анонімного) персонажа. Сам роман Стейнбека був алегоричною духовною подорожжю Тома Джоуда Америкою під час Великої депресії, і часто містив християнські натяки на жертву та спокуту у світі соціальної несправедливості.
Спокуса — основне знаряддя супротивника
Пілігрім (картина Босха)
- Апологетика: Список християнських апологетичних творів[en]
- [en]